# Avi (raper)
Avi,, właśc. Kamil Zalewski (ur. w Raszynie) – polski raper, poeta i autor tekstów.
Zdobywca platynowych i złotych płyt. Przez większość swojej kariery współpracował ze swoim przyjacielem oraz producentem Louisem Villainem.

## Kariera muzyczna
Swoje pierwsze oficjalne numery, zaczął publikować na kanale Moya Label, we współpracy z producentem Louisem Villainem. Pierwszy singiel pt. „Cesarz” ukazał się 11 października 2016.
13 grudnia 2016 roku wypuścił singiel „Ostatnia prosta”. W 2017 roku wydał kilka singli m.in. „43”, „Jeden z anonimowych”.
20 kwietnia 2018 wypuścił nielegal pt. Zbiór pieśni sycylijskich. Na płycie znalazły się takie single jak: „Motyle”, „Moya”, „Monte Christo”, „Giorno”, „Ora et labora”, „Nostradamus”, „Chateau” i „Dante” (gościnie z Reto). W projekcie znajdował się również minialbum pt. Zbiór pieśni sycylijskich EP.
21 sierpnia 2018 roku wypuścił singiel pt. „Poeta wyklęty” wystąpił na nim gościnie Filipek. 3 lutego 2019 wypuścił singiel „Walkiria”.
5 lipca 2019 roku wydał swój pierwszy album studyjny pt. Spis dzieł sycylijskich. Na płycie znalazły się takie single jak m.in. „Pieta”, „Ange Ou Demon”, „Doberman”, „Dziwak”, „Rimbaud”, „Empitafium” (gość. Reto) oraz „Harmonia” (gość DJ Ike). Przez projekt powstał poboczny mini album pt. Apokryfy dzieł sycylijskich.
17 stycznia 2020 roku wystąpił gościnie u Hodaka, na numerze pt. „Omerta”. 4 czerwca wystąpił w numerze „Czarne BMW” u Kukona. 24 marca 2020 roku wydał singiel pt. „Powiedz na osiedlu” we współpracy z Płomień 81. 2 października 2020 wystąpił gościnie u PlanBe w numerze „Smak”.
19 czerwca 2020 wypuścił numer „Veni”, który został nowym motywem muzycznym przy wyjściach Michała Materli do klatki KSW.
21 maja 2021 wydał swój drugi album studyjny pt. Akademia Sztuk Pięknych. Na płycie znalazły się takie single jak: „Evviva l'arte”, „Soprano”, „Toast” czy „Apollo”. Album zdobył status potrójnej platyny.
10 lutego 2022 wystąpił gościnie u polskiego rapera ReTo w singlu pt. „BMW”. Singiel uzyskał status potrójnej platyny.
16 marca 2022 wystąpił gościnie u Tuzza Globale, w numerze pt. „Suburra”. 5 października 2022 wydał wspólny numer z Gibbsem pt. „30 stopni”. Pod koniec 2022 wydał wspólny numer z Louis Villanem pt. „SOS”.
31 marca 2023 wydał swój pierwszy album solowy pt. Mały książę. Na płycie znalazły się następujące single: „Warsaw Vice” (gość. Kaz Bałagane), „Nieskończoność”, „Fred Astaire” (gość. Oskar83), „Mały książę”, „Leśmian”, „C’est la vie” (gość. Gibbs) czy „Gelenda”. Album wyróżniony został statusem platynowej płyty, a część z singli pokryło się minimum złotem.

## Życie prywatne
Avi ukrywa informację o swoim życiu prywatnym w Internecie. Z dostępnych informacji wiadomo, że jego ojciec jest Algierczykiem, jednak porzucił go, gdy był dzieckiem. Był wychowywany przez matkę, która po śmierci stała się kluczowym elementem jego twórczości. Studiował prawo w Warszawie, lecz zdecydował się porzucić studia. W przeszłości zmagał się z uzależnieniem od kokainy.
Ma żonę i syna. Deklaruje się jako chrześcijanin.

## Dyskografia

### Albumy
Albumy solowe
| Rok  | Album                                                                                   | Sprzedaż       | Certyfikat                 |
| ---- | --------------------------------------------------------------------------------------- | -------------- | -------------------------- |
| 2023 | Mały książę - Data: 31 marca 2023 - Wydawca: Moya Label - Format: CD, digital downloand | - POL: 90 000+ | - ZPAV: 3× platynowa płyta |

Albumy we współpracy
| Rok  | Album | Sprzedaż        | Certyfikat                 |
| ---- | --- | --------------- | -------------------------- |
| 2018 | Zbiór pieśni sycylijskich (oraz Louis Villain) - Data: 20 kwietnia 2018 - Wydawca: Avi, Louis Villain - Format: digital download | - POL: 1 500    |                            |
| 2019 | Spis dzieł sycylijskich (oraz Louis Villain) - Data: 5 lipca 2019 - Wydawca: Moya Label - Format: CD, digital download           |                 |                            |
| 2021 | Akademia Sztuk Pięknych (oraz Louis Villain) - Data: 21 maja 2021 - Wydawca: Moya Label - Format: CD, digital download           | - POL: 120 000+ | - ZPAV: 4x platynowa płyta |

Minialbumy
| Rok  | Album |
| ---- | --- |
| 2018 | Zbiór pieśni sycylijskich EP - Data: 4 czerwca 2018 - Wydawca: Avi, Louis Villan - Format: CD, digital download |
| 2019 | Apokryfy dzieł sycylijskich - Data: 5 lipca 2019 - Wydawca: Moya Label - Format: CD, digital download           |
| 2021 | Akademia Sztuk Pięknych EP - Data: 21 maja 2021 - Wydawca: Moya Label - Format: CD, digital download            |

### Single
| Rok  | Tytuł (do 2022 roku we współpracy z Louis Villan)                  | Certyfikat                 | Album                        |
| ---- | ------------------------------------------------------------------ | -------------------------- | ---------------------------- |
| 2016 | „Cesarz”                                                           |                            | Zbiór pieśni sycylijskich EP |
| 2016 | „Ostatnia prosta”                                                  |                            | Singel niealbumowy           |
| 2017 | „43”                                                               |                            | Singel niealbumowy           |
| 2017 | „Motyle”                                                           |                            | Zbiór pieśni sycylijskich EP |
| 2017 | „Jeden z anonimowych”                                              |                            | Zbiór pieśni sycylijskich EP |
| 2017 | „Moya”                                                             |                            | Zbiór pieśni sycylijskich    |
| 2017 | „Inny niż oni”                                                     |                            | Zbiór pieśni sycylijskich    |
| 2017 | „Monte Christo”                                                    |                            | Zbiór pieśni sycylijskich    |
| 2017 | „Giorno”                                                           |                            | Zbiór pieśni sycylijskich    |
| 2017 | „Ora et labora”(oraz Louis Villain)                                | - ZPAV: złota płyta        | Zbiór pieśni sycylijskich    |
| 2018 | „Nostradamus”                                                      |                            | Zbiór pieśni sycylijskich    |
| 2018 | „Chateau”                                                          |                            | Zbiór pieśni sycylijskich    |
| 2018 | „Dante” (gośc. ReTo)                                               |                            | Zbiór pieśni sycylijskich    |
| 2018 | „Poeta wyklęty” (gośc. Filipek)                                    |                            | Apokryfy dzieł sycylijskich  |
| 2018 | „Pieta”(oraz Louis Villain)                                        | - ZPAV: złota płyta        | Spis dzieł sycylijskich      |
| 2019 | „Walkiria”                                                         |                            | Apokryfy dzieł sycylijskich  |
| 2019 | „Ange ou Demon”                                                    |                            | Spis dzieł sycylijskich      |
| 2019 | „Doberman”                                                         |                            | Spis dzieł sycylijskich      |
| 2019 | „Królestwo” (oraz Louis Villain)                                   | - ZPAV: złota płyta        | Spis dzieł sycylijskich      |
| 2019 | „Rimbaud”                                                          |                            | Spis dzieł sycylijskich      |
| 2019 | „Epitafium” (oraz Louis Villain; gość. ReTo)                       | - ZPAV: złota płyta        | Spis dzieł sycylijskich      |
| 2019 | „Harmonia” (gość. DJ Ike)                                          |                            | Spis dzieł sycylijskich      |
| 2020 | „Powiedz na osiedlu” (oraz Louis Villain; remix utworu Płomień 81) | - ZPAV: złota płyta        | Singel niealbumowy           |
| 2020 | „Veni” (oraz Louis Villain)                                        | - ZPAV: platynowa płyta    | Akademia Sztuk Pięknych EP   |
| 2021 | „Evviva l’arte” (oraz Louis Villain)                               | - ZPAV: platynowa płyta    | Akademia Sztuk Pięknych      |
| 2021 | „Soprano” (oraz Louis Villain)                                     | - ZPAV: złota płyta        | Akademia Sztuk Pięknych      |
| 2021 | „AMG” (oraz Louis Villain)                                         | - ZPAV: 4× platynowa płyta | Akademia Sztuk Pięknych      |
| 2021 | „Toast” (oraz Louis Villain)                                       | - ZPAV: platynowa płyta    | Akademia Sztuk Pięknych      |
| 2022 | „Warsaw Vice” (oraz Kaz Bałagane)                                  | - ZPAV: platynowa płyta    | Mały książę                  |
| 2023 | „Nieskończoność”                                                   | - ZPAV: platynowa płyta    | Mały książę                  |
| 2023 | „Fred Astaire” (gość. Oskar83)                                     | - ZPAV: platynowa płyta    | Mały książę                  |
| 2023 | „Mały książę”                                                      | - ZPAV: 3× platynowa płyta | Mały książę                  |
| 2023 | „Gelenda”                                                          | - ZPAV: 2× platynowa płyta | Mały książę                  |
| 2023 | „Grand Prix” (gość. Magiera)                                       |                            |                              |
| 2024 | „antrakt„                                                          |                            |                              |

Występy gościnne
| Rok  | Tytuł                                             | Certyfikat          | Album    |
| ---- | ------------------------------------------------- | ------------------- | -------- |
| 2021 | „Nostalgia” (Kacper HTA; gośc. Pezet, Avi, Gibbs) | - ZPAV: złota płyta | Red Pill |

### Inne certyfikowane utwory
| Rok  | Tytuł                                             | Certyfikat                 | Album                           |
| ---- | ------------------------------------------------- | -------------------------- | ------------------------------- |
| 2019 | „Jak mam żyć?” (oraz Louis Villain; gośc. Bonson) | - ZPAV: 2× platynowa płyta | Spis dzieł sycylijskich         |
| 2019 | „Manifest” (oraz Louis Villain; gośc. DJ Flip)    | - ZPAV: platynowa płyta    | Spis dzieł sycylijskich         |
| 2021 | „Dresscode” (oraz Louis Villain)                  | - ZPAV: platynowa płyta    | Akademia Sztuk Pięknych         |
| 2021 | „Fangor” (oraz Louis Villain)                     | - ZPAV: platynowa płyta    | Akademia Sztuk Pięknych         |
| 2021 | „Michelangelo” (oraz Louis Villain)               | - ZPAV: platynowa płyta    | Akademia Sztuk Pięknych         |
| 2021 | „Testament” (oraz Louis Villain)                  | - ZPAV: platynowa płyta    | Akademia Sztuk Pięknych         |
| 2021 | „WPR” (oraz Louis Villain; gośc. Kabe)            | - ZPAV: platynowa płyta    | Akademia Sztuk Pięknych         |
| 2021 | „Woof” (oraz Louis Villain; gośc. Pezet)          | - ZPAV: 2× platynowa płyta | Akademia Sztuk Pięknych         |
| 2021 | „Apollo” (oraz Louis Villain; gośc. Sarius)       | - ZPAV: 4× platynowa płyta | Akademia Sztuk Pięknych         |
| 2021 | „BMW” (ReTo; gośc. Avi)                           | - ZPAV:diamentowa płyta    | W samo południe (edycja deluxe) |
| 2022 | „30 stopni” (Gibbs; gośc. Avi)                    | - ZPAV: platynowa płyta    | Dopehouse Mixtape               |
| 2023 | „Cierpienia młodego dilera”                       | - ZPAV: platynowa płyta    | Mały książę                     |
| 2023 | „C’est la vie” (gość. Gibbs)                      | - ZPAV: platynowa płyta    | Mały książę                     |
| 2023 | „Leśmian” (gośc. Pezet)                           | - ZPAV: platynowa płyta    | Mały książę                     |
| 2023 | „Mara” (gośc. ReTo)                               | - ZPAV: złota płyta        | Mały książę                     |
| 2023 | „Requiem”                                         | - ZPAV: złota płyta        | Mały książę                     |
| 2023 | „Amaretto”                                        | - ZPAV: złota płyta        | Mały książę                     |
| 2023 | „Przełęcz”                                        | - ZPAV: złota płyta        | Mały książę                     |